# Yungchen Lhamo
Pour les articles homonymes, voir Lhamo.
Yungchen Lhamo, né en 1966 à Lhassa, est une chanteuse tibétaine vivant en exil à New York.

## Biographie
Son nom de déesse de la mélodie et du chant lui a été donné par un lama à sa naissance au Tibet près de Lhassa. Elle travailla dès l'âge de 5 ans dans des fabriques de tapis. Elle s'est enfuie du Tibet en 1989 en traversant l'Himalaya à l'âge de 23 ans. Elle se retrouve dans un premier temps dans des camps de réfugiés tibétains en Inde. Elle fit un pèlerinage à Dharamsala pour rencontrer le 14e Dalaï-lama et recevoir sa bénédiction. Elle décida de voyager à travers le monde grâce à sa musique pour partager sa culture et informer le public au sujet du Tibet. Elle s'est installée en  Australie en 1993, puis à New York en 2000 où elle vit actuellement.
Sa voix lui permettant de chanter la cause tibétaine, elle se fait remarquer sur la scène internationale et devient l'une des porte-voix les plus connues de la cause tibétaine et de la culture tibétaine en Occident.
Elle s'est également produite sur scène avec des artistes tels qu'Annie Lennox, Billy Corgan, Smashing Pumpkins, Peter Gabriel, Sheryl Crow, etc., donnant d'autant plus d'audience à sa tradition. Elle chante toujours sans accompagnement dans la majorité de ses manifestations.

## Discographie
- 1995 : Tibetan Prayer
- 1996 : Tibet, Tibet, Real World Records Ltd.
- 1998 : Coming Home, Real World Records Ltd.
- 2006 : Ama, Real World Records Ltd.
- 2013 : Tayatha (avec Anton Batagov), Cantaloupe Music
- 2022 : Awakening, Six Degrees Records